# Octavie Marie Elisabeth de Lasalle von Louisenthal
Octavie Élisabeth Marie de Lasalle de Louisenthal (16 décembre 1811 - 25 février 1890) est une peintre française du XIXe siècle. Lointaine parente du général Lasalle, elle travailla principalement en Bavière, en Sarre et en Rhénanie. Elle peignit surtout des portraits, des scènes de genre et des scènes religieuses.

## Biographie
Octavie Élisabeth Marie de Lasalle de Louisenthal naît le 16 décembre 1811 à Metz, en Moselle. Son père, le baron Guillaume Albert de Lasalle de Louisenthal était originaire de Dillingen, dans l'ancien département de la Moselle. La jeune Octavie connait une enfance insouciante, entourée de ses neuf frères et sœurs, dans le domaine de Dagstuhl, acquis en 1806 par son père. Celui-ci ayant combattu les troupes révolutionnaires, souhaita rester en Sarre après le Traité de Paris (1815) qui ratifiait le rattachement de ce territoire à la Prusse. Comme ses frères et sœurs, elle apprend la peinture et la musique, et se montre douée pour les arts graphiques. 
En 1834, elle reçoit le peintre Friedrich Anton Wyttenbach dans son atelier au château de Dagstuhl, avant de se rendre à Munich pour étudier les maîtres anciens et l'art difficile du portrait. En 1835-1836, Octavie de Lasalle prend des cours particuliers à Munich avec le sculpteur Franz Woltreck. De retour au château de Dagstuhl en 1837, elle se consacre entièrement à sa passion. L'année suivante, ses premières œuvres, comme Pilger des Rheins et ses portraits munichois sont exposés. En 1839, Octavie se rend à Bad Ems, où elle rencontre le prince héritier Wilhelm, futur Guillaume Ier.
Elle commence à peindre ses tableaux pour la chapelle castrale du château de Dagstuhl et donne naissance à son premier enfant. Influencée par les derniers feux du Romantisme allemand, Octavie se fait construire un atelier dans les ruines de l'ancien château de Dagstuhl. Elle reçoit le premier prix d'une exposition munichoise pour son tableau Pilger des Rheins. En 1842, elle expose de nouveau à Munich, à l'instigation du Albrecht-Dürer-Verein. Elle se rend à Paris pour étudier, puis retourne à Munich. En 1843, 
Octavie Élisabeth Marie de Lasalle fonde, dans la Salle Blanche du château de Dagstuhl, l'« Elisabeth-Vereins », dont la reine Élisabeth de Prusse est présidente honoraire. 
Après la mort de son père en 1845, elle reste dans le château, aux côtés de sa mère Marie Lucie d'Augier. À la mort de celle-ci, Octavie Élisabeth Marie de Lasalle voyage en Italie pour étudier les peintres de l'époque gothique tardive et de la Première Renaissance. Elle est reçue en privé par le pape Pie IX. Elle fait la connaissance du peintre nazaréen Johann Friedrich Overbeck. Dans les années suivantes, Octavie se consacre à des bonnes œuvres à Wadern.
À partir de 1863, elle peint des chemins de croix pour Kastel (1863), Lockweiler (1863-68), Waldbreitbach (1869-70) et Osburg (1871-74). À cette époque, elle commence à correspondre avec Rosa Flesch, la fondatrice des franciscaines de Waldbreitbach. Elle étudie à Düsseldorf en 1868 et 1869. En 1870, elle observe avec inquiétude les événements politiques qui mène rapidement à la guerre entre l'Allemagne et la France. Empreinte d'une religiosité profonde, Octavie est consternée par les attaques du Kulturkampf, initié par Otto von Bismarck, contre les intérêts de l’Église. 
Le 25 février 1890, Octavie Élisabeth Marie de Lasalle de Louisenthal s'éteint paisiblement dans son château de Dagstuhl.

## Son œuvre
(liste non exhaustive)
- Autoportrait, 1836, aquarelle sur papier, (50 × 40 cm)[4].
- Drei Frauen in Hochwaldtracht vor einem Bildstock, 1837, huile sur toile, (37,5 × 32,5 cm)[4].
- Jagd bei der Buttnicher Eiche, 1838, huile sur toile, (128 × 150 cm)[4]
- Rachel Bero frisiert Marie Lucie de Lasalle, 1839, huile sur toile, (35 × 25 cm)[4]
- Marie Lucie de Lasalle, die Mutter der Malerin, huile sur bois, (45,5 × 51,5 cm)[4]
- Wilhelm de Lasalle 1844, fusain et encre sur papier, (42 × 35 cm)[4]
- Marie Lucie de Lasalle und Wilhelm Albert de Lasalle, die Eltern der Malerin, 1868, huile sur toile, (45 × 33 cm)[4]
- Ansicht von Schloss Wallerfangen, aquarelle sur Papier, (22 × 15 cm)[4]
- Musikalische Gesellschaft auf Schloss Dagstuhl, huile sur toile, (28 × 25 cm)[4]
- Der Tod des Vaters, 1845/1856, huile sur toile, (98 × 80 cm)[4]
- Rachel Bero mit zwei Kindern, 1861, huile sur toile, (15 × 10 cm)[4]
- Bildnis der Mutter Maria Rosa Flesch, 1866, huile sur toile, (61 × 51 cm)[4]
- Vinzentinerin pflegt Soldaten, 1871, huile sur toile, (30 × 23 cm)[4]
- Kreuzwegs de Lockweiler, 1863-68[4]
- Kreuzwegs d'Osburg, 1871[4]
- Kreuzwegs de Konfeld, 1880-1881[4]